# Pulutawês
Puluwatês é uma língua Micronésia falada nas Ilhas Carolinas, Estados Federados da Micronésia

## Dialetos
Puluwatese tem dois dialetos: Pulapês e Pulusukês, todos com baixa inteligibilidade com satawalês (64%), woleaiano (40%) e ulithiano (21) %). No entanto, o puluwatês têm uma similaridade lexical ligeiramente maior com os satawaleses e carolinos (88%), Mortlockese (83%), Woleaiano (82%), Chuukese (81%) e Ulithiano (72).%).

## Fonologia

### Sílabas
As sílabas em puluwatês começam com consoantes ou consoantes geminadas seguidas por uma vogal ou vogal geminada. Podem também ser terminadas com uma consoante ou uma vogal. Os diferentes tipos de estrutura de sílabas são seguintes:
- CV: kirh  nós
- CVV: rhúú  osso
- CVC: wiki  golpe
- CVVC: niiy  mate-o
- CVVCC: roda
- CVCC: wuut  casa de banho
- CCV: ppi  areia
- CCVV: kkúú  unhas
- CCVC: llón  in
- CCVVC: amwiik  pimenta
- CCVCC: ppóh  estável

### Consoantes
| Oclusivas e Africadas | p | pw | t | c  | k |
| Fricativas            | f | s  | h |    |   |
| Nasais                | m | mw | n | ng |   |
| Líquidas              | l | r  | ŕ |    |   |
| Semivogais            | w | y  |   |    |   |

Na emissão de consoantes, nasais, líquidos e semivogais são sempre emitidos. As consoantes surdas consistem em oclusivas e fricativas e geralmente seguem um padrão de ausência de voz inicialmente, voz fraca medialmente e surda no final. 
Puluwatese consiste em consoantes longas “ccòwo” (fortes) e consoantes curtas “ppel” (fracas). As consoantes longas são consideradas mais enérgicas e costumam ser usadas para exibir emoções como o medo. Um exemplo é a palavra para esconder-e-procurar / amarra o fantasma: likohhomà. Nesse caso, a consoante longa "hh" cria um som forte que é usado para assustar crianças.
Um padrão interessante na substituição de consoantes ocorre onde / w- / e / y- / semivogais que substituem / k- / em algumas palavras. Algumas das formas mais ouvidas são as seguintes:
- kapong, yapong-i-y cumprimentar
- kereker, yereker rato
- wo, ko você (educado)
- woow, koow fibra de coco
- yáát, káát menino
- ya-mwar, ka-mwar segurar
- yéé, kéé anzol

Outros padrões de intercâmbio consoante envolvem / c / e / r /, que podem ser rastreados até na influência doa língua Trukesa. Muitas vezes, a consoante Truk / c / e Puluwat / r / correspondem como nas palavras:
- caw, raw lento
- céccén, réccén úmido
- ceec, reec tremer

/ k / e / kk / também podem ser usados de forma intercambiável da seguinte maneira:
- kltekit pequeno, yátakkit pequeno
- rak somente, mákk escrever

Embora não ocorram em Puluwatês, existem várias instâncias de combinações de consoantes. Essas combinações de consoantes são frequentemente interrompidas por uma vogal denominada excrescente.   Às vezes, a vogal inter-silábica é perdida e um grupo de consoantes pode ocorrer. As combinações de consoantes historicamente observadas são as seguintes:
- kf: yekiyekféngann  pensar juntos
- np: tayikonepék  espécies de peixes
- nf: pwonféngann  prometer juntos
- nm: yinekinmann  sério
- nl: fanefanló  paciente
- nw: yóónwuur  parte da canoa
- ngf: llónghamwol  cupim
- wp: liyawpenik  cormorão
- wh: yiwowhungetá aumentar

### Vogais
|         | Anterior | Central | Posterior |
| ------- | -------- | ------- | --------- |
| Fechada | i        | ù       | u         |
| Medial  | e        | è       | o         |
| Aberta  | à        | a       | ò         |

A distribuição das vogais é limitada e ocorre finalmente. As vogais podem apresentar-se curtas ou longas e podem mudar para um tom mais baixo quando prolongadas. Embora todas as sílabas sejam tônicas de maneira bastante uniforme, as sílabas tônicas são frequentemente denotadas como maiúsculas. A seguir, duas regras que determinam sílabas tônicas:
1. As vogais finais nas palavras CVCV são tônicas, como no hanA  hibiscus,  klyÒ  braço estabilizador, ylfA?  onde?  e ylwE  então
2. As sílabas que seguem a letra h- normalmente são tônicas: yapawahAalò  secar , pahAlò  se afastar , yekúhÚ rak  apenas um pouco

As sílabas não tônicas geralmente ocorrem como vogais excrescentes, exceto quando seguem h- e são denotadas como breves. As vogais não tônicas ocorrem nas seguintes instâncias
- As vogais entre palavras reduplicadas geralmente não são tônicass:
  - ngeŕ- ĕ -ngeŕ to sew
  - ngeŕ- ĭ -ngeŕ  roer 
  - pwul- ă -pwul  vermelho 
  - yale- ĕái  jovem 
  - yál- ĭ -yel  retiro
- Vogais entre bases e sufixos (direcional e primeira pessoa do plural)
  - fanúw- ĕ -mám  nosso 
  - mópw- ŭ -ló  afogar-se 
  - nlike- ĕ -mem- ĕ -ló  ataca a todos nós 
  - yállew- ŭ -ló  pior
- Vogais após -n, o sufixo da forma de construção e a consoante inicial:
  - n + p: lúkúnĭ paliyewowuh  além do lado externo 
  - n + k: máánĭ kiiiiló  morte por fome 
  - n + m: roonĭ maan  cocos maduros flutuantes 
  - n + y: wòònĭ Yáley  em Yáley
- Vogais em palavras de empréstimo que geralmente contêm grupos de consoantes:
  - s + t: Steven 'Steven'
  - m + s: Samson  Samson 
  - f + k: Maŕĕkús  Markus
- Em palavras que seguem a forma de C  1  V  1  C  2  V  2  C  3 < / sub> V  3  as vogais V  1  e V  3  normalmente são tônicas enquanto as Vsubs 2 têm uma tonicidade:
  - TilĭmE  nome masculino 
  - yeŕŏmA  uma árvore

## Pronomes
Pronomes independentes, pronomes de sujeito e vocativos educados são os três tipos de pronomes que ocorrem em diferentes situações.Pronomes independentes ocorrem sozinhos e em frases equacionais, que precedem frases substantivas ou substantivas, bem como pronomes dee sujeito, ou as preposições como mim, e, com. Os pronomes de sujeito nunca ocorrem como objetos e sempre precedem os verbos, normalmente com partículas intervenientes. O uso de vocativos educados é raro na vida cotidiana e ainda mais raro em textos. However, the known polite vocatives are included in the table below.
|                             | Antes de nomes próprios, 'pessoa' | Cláusula - Final |
| --------------------------- | --------------------------------- | ---------------- |
| Para um homem ou homens     | ko, eewe                          | wo, ko keen ŕewe |
| Para uma mulher ou mulheres | ne                                | ne               |
| Para machos ou fêmeas       | afiado                            | kææmi            |

Os vocais educados que ocorrem antes de um nome próprio podem ser traduzidos mais de perto para Sr., Srta. Ou Sra., Mas não há traduções precisas para os vocativos educados finais da cláusula.
Pronomes independentes e de sujeito ocorrem em sete proposições: primeira pessoa do singular (1s, 2s, 3s), primeira pessoa do plural inclusiva (1p. Inc), primeira pessoa do plural e (1p exc, 2p, 3p) e é ilustrada na tabela abaixo.
|         | Pronome independente | Pronome de Sujeito |
| ------- | -------------------- | ------------------ |
| 1s      | ngaang, nga yiy, wu  |                    |
| 2s      | yeen                 | wo                 |
| 3s yiiy | ye ya                |                    |
| 1p inc  | kiir oi feno         |                    |
| 1p exc  | yææmen               | yæy                |
| yææmi   | yaw, yɔw             |                    |
| 3p      | yiiŕ                 | ŕe, ŕa             |

## Ordem das palavras
Para sentenças transitivas, o Puluwatês segue uma ordem de palavras SVO, mas uma estrutura SV ou VS para sentenças intransitivas.
SVO:
Wuŕumwo ya yákékkél-ee-yát-e-kkit mákk.
Wuŕumwo 3s teach-SV-3pl.obj criança-EV-escrita pequena
'Wuŕumwo ensinou as crianças a escrever.'
SV:
Ye-ray eŕemahán Polowat a fáyi-to.
one-CL manPuluwat perf vem para cá
"Um homem Puluwat chegou."
VS:
Ye pwe le mááló manú-hmwaay we.
3s T (fut) imm.fut die dem-SV-doente dem
o homem doente logo morrerá.'

## Numeração
Os números em puluwatês são confusos porque existe um sistema tão complexo de sufixos para contar objetos diferentes. Em geral, a base do número permanece a mesma e sufixos para objetos diferentes são adicionados a cada base do número. Sufixos adicionados aos números de base podem alterar significativamente o significado da palavra, como no exemplo ye-ray woong (uma pequena tartaruga) e yee-woong (uma grande tartaruga). Para objetos contados, os sufixos podem mudar muito seu significado, como em ye-fay teŕeec (um carretel de linha) e ye-met teeeec (um pedaço de linha). The most common counting suffixes are outlined in the following table.
| Sequencial | Geral -oow | Animado -ray -homem | Objetos longos -fór | Objetos redondos -fay | Objetos planos -réé | Centenas -pwúkúw |
| ---------- | ---------- | ------------------- | ------------------- | --------------------- | ------------------- | ---------------- |
| 1. yé-ét   | yee-w      | ye-ray              | -ye                 | -ye                   | -yé                 | -ye              |
| 2. rúúw    | ŕuw-oow    | ŕuw-oow             | ŕuwe-ray            | ŕuwe                  | ŕuwa                | ŕuwa             |
| 3. yéél    | yeluu-w    | yelú-ray            | -yelú               | -yelú                 | -yelú               | -yelú            |
| 4. fáán    | f-oow      | fa-ray              | fó-ór -fé           | -faa                  | -faa                | -fa              |
| 5. liim    | lim-oow    | lim-man             | -lif                | -lime -lif            | -limaa              | -lima            |
| 6. woon    | won-oow    | wono-man            | -wono               | -wono                 | -wonaa              | -wona            |
| 7. fúús    | féh-úúw    | fúú-man             | -fúú                | -fúú                  | -fúú                | -fúú             |
| 8. wall    | wal-uuw    | walú-man            | -wale               | -walu                 | walú                | -walu            |
| 9. ttiw    | ttiw-oow   | ttiwa-man           | -ttiwa              | -ttiwa                | -ttiwaa             | -ttiwa           |
| how many?  | fit-oow    | fite-ray            | -fite               | -fite                 | -fitaa              | -fitaa           |

A contagem seqüencial é usada para contagem rápida e pode ser combinada para contar dois ou três números sem intervenção. Por exemplo, "um, dois" pode ser contado como yét-é-ŕúúw e "três, quatro" como yei-u-fáán. Essa contagem seqüencial pode ser usada como um sistema para contagem rápida de pares de objetos como coco e fruta-pão.
The general suffixes are used for objects that do not have a specified suffix. Suffixes for objects are either drawn upon from the general set or any of the other sets. 
The animate suffixes are applied to humans, animals, weapons, tools, musical instruments, and other miscellaneous artifacts. The animate suffixes are the only ones to have two different classifiers: -ray and -man with -man being the Trukese cognate for -mén.
Long object suffixes are used for objects that are long and slender such as rope (yámeey), vehicles (citosa), and cigarettes (suupwa).
Round objects suffixes are used for round objects such as stones (fawú), breadfruit (mááy), eggs (hakúll).
Flat object suffixes are applied to objects such as leaves (éé), clothes (Mégaak: cloth), and mat (hááki).
Os números Ordinais seguem o padrão de contagem seqüencial com os prefixos / ya- /, / yó- / ou / yé- /, seguidos pelo número base e pelo sufixo / an- /, conforme visto na tabela a seguir.
| 1°  | ya-ye-w-an    |
| 2°  | yó-ŕuw-ow-an  |
| 3°  | yé-yelú-w-an  |
| 4°  | yó-f-ow-an    |
| 5°  | Yá-lim-ow-an  |
| 6°  | yó-won-ow-an  |
| 7°  | ya-féh-úw-an  |
| 8°  | ya-wal-uw-an  |
| 9°  | ya-ttiw-ow-an |
| 10° | ya-hee-yik-an |

Os nomes dos dias da semana de terça a sábado são os ordinais de 2° a 6°  sem o sufixo / an- /. 2ª  feira às vezes é chamada de ya-ye-w (1º) e domingo ya-féh-úw (7º), mas é mais comumente conhecida como hárin fáál (fim da sacralidade) e ránini pin (dia sagrado). No entanto, as palavras do Trukês para os nomes da semana são ouvidas com mais frequência, mas com uma intonação Puluwat.
| 2ª feira | seŕin fáán |
| 3ª feira | yóŕuuw     |
| 4ª feira | yewúnúngat |
| 5ª feira | yeŕuuwanú  |
| 6ª feira | yelimu     |
| Sábado   | yommol     |

## Amostra de texto
Mé mwmwan meet mwonson, iaa mwashan féérei iáái kapsen tiirou óómi, shóón pangei iáái mmak ie—sááilón re Mwoshlók mwonson. Iaa min kilissou reen náái sounpatak kewe, pwe úkkúúkún iáái kile, iaa angai sangei iáái sukuul reer. Amwusaala iáái tipis kare mii mwáál meet iké makkei. 